# Campus Fidei

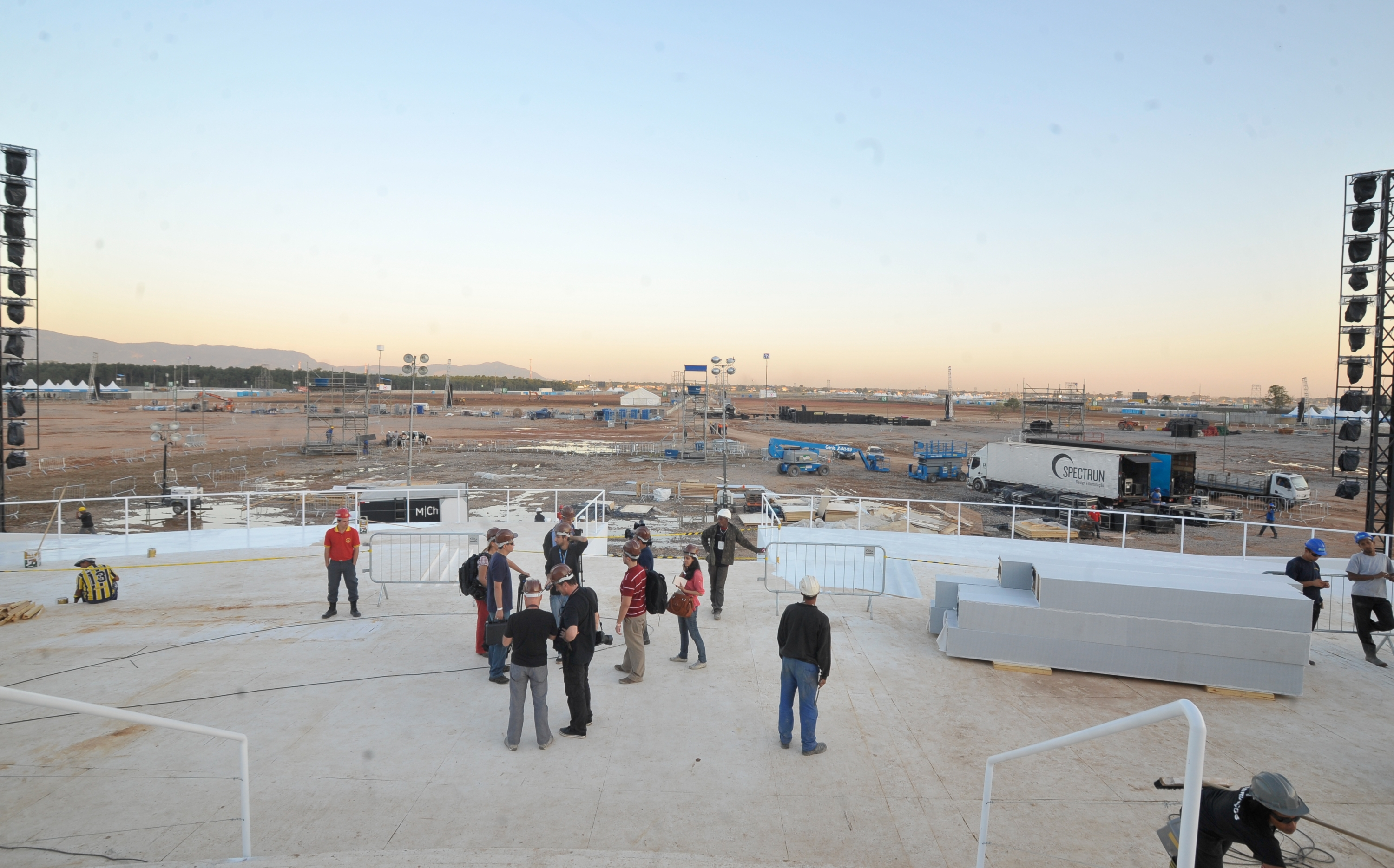
Campus Fidei, em Guaratiba, visto a partir do palco onde o Papa iria encerrar a JMJ Rio 2013.

Campus Fidei ou Campo da Fé foi a denominação de uma área localizada em Guaratiba, bairro pobre, rural e afastado da zona oeste carioca. Neste local seriam realizadas a Vigília e a celebração da Missa de envio, encerrando a Jornada Mundial da Juventude de 2013. O Campus Fidei abrangia duas fazendas, a VilaMar e Mato Alto. A área total do Campus Fidei era de 1,36 milhão de m² e foi dividida em 22 lotes. Cada lote correspondia, em média, a sete campos do Maracanã. Foi montada uma estrutura com 32 ilhas de serviço. Estavam previstos 4 673 banheiros para os peregrinos, dos quais 270 seriam adaptados para pessoas com deficiência física. Seriam 615 lavatórios, 4 920 pias/bebedouros e 2 016 mictórios. Os eventos da Jornada, no entanto, tiveram de ser transferidos para Copacabana após chuvas intensas atingirem o Rio de Janeiro e transformarem o local em um grande lamaçal. Em Copacabana já haviam sido realizados todos os outros atos principais da Jornada.
Com a mudança do local da Vigília e Missa de envio, parte da infraestrutura preparada para o Campus Fidei foi transferida para Copacabana e os serviços públicos funcionariam 24 horas por dia, de acordo com o prefeito do Rio de Janeiro, Eduardo Paes em  coletiva de imprensa.  A transferência dos equipamentos de saúde e banheiros químicos (que já haviam sido instalados em Guaratiba) começou a ser feita na noite do dia 26. Já antevendo a possibilidade de transferência dos eventos, o aluguel da estrutura do palco de Copacabana foi estendido até o dia 28.
O abastecimento de água do Campus Fidei seria o mesmo utilizado nos Jogos Olímpicos de Londres em 2012. Projetado por holandeses, o sistema era um dos mais modernos do mundo. Foi previsto um consumo total de 12 milhões de litros de água potável para o evento. O local contaria também com um serviço de tratamento e reutilização de toda água utilizada em uma estação de tratamento de esgoto (ETE) construída dentro do terreno e ainda 115 bolsões para armazenagem da água utilizada.
O local da missa do Papa estava indefinido após o governo federal vetar, em outubro de 2012, a Base Aérea de Santa Cruz, também na Zona Oeste, que já tinha sido anunciada como parte do roteiro. O comitê local lamentou e justificou a transferência de Guaratiba para Copacabana.

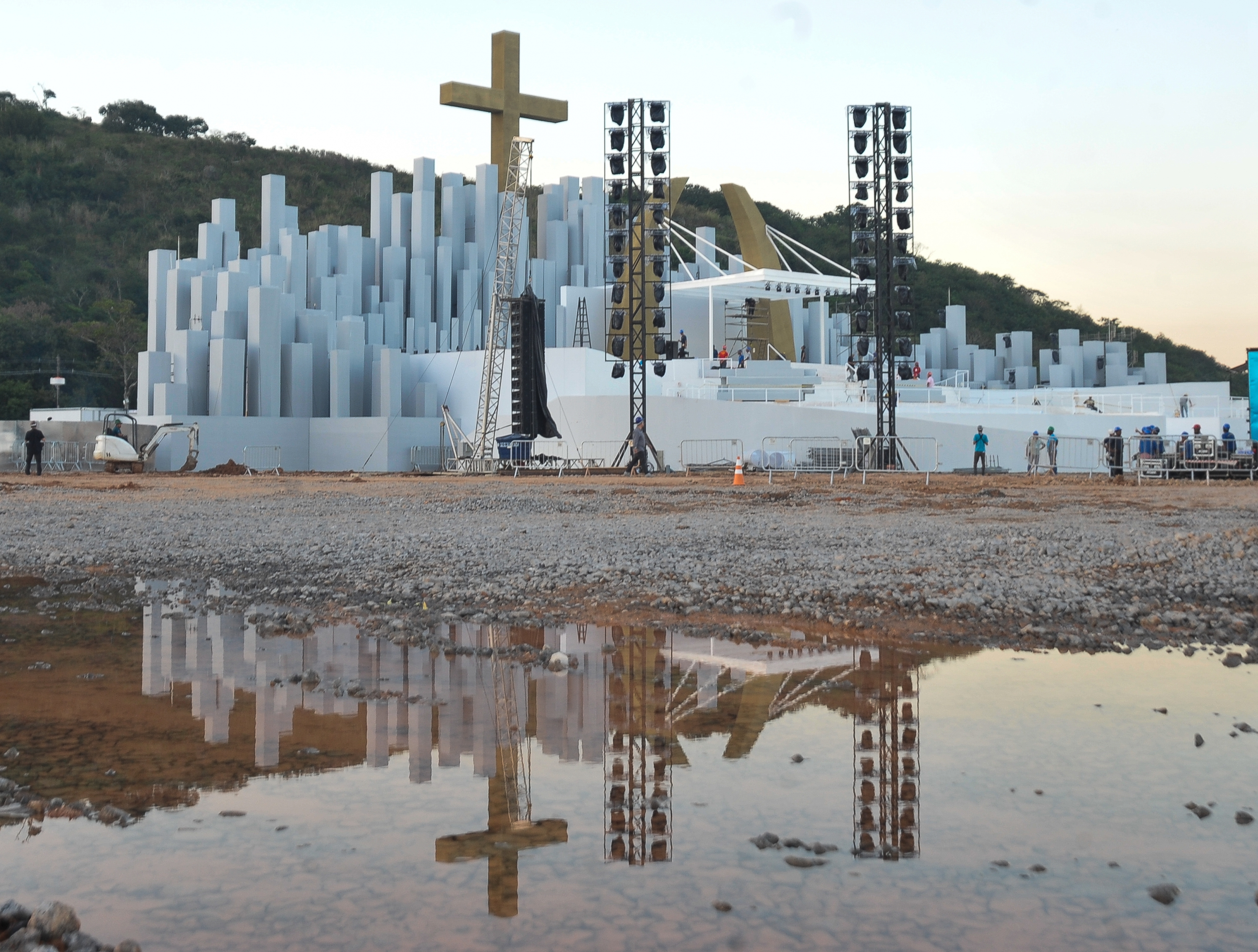
Palco do Campus Fidei, com área alagada na frente.

Apenas em terraplanagem, o COL aplicou cerca de R$ 22 milhões. A Prefeitura do Rio gastou R$ 6 milhões na infraestrutura no entorno do campo. Segundo o Prefeito, o investimento no local já era previsto antes do evento.  Alguns moradores locais fizeram pequenos investimentos na expectativa da chegada dos cerca de 2 milhões de peregrinos.
Ao final da Jornada, o prefeito Eduardo Paes anunciou que a área seria desapropriada para se tornar um bairro popular.
Papa diz que mudança do local dos eventos pode ter sido "recado divino".
O papa Francisco afirmou, em discurso durante a Vigília na praia de Copacabana, na noite do sábado (27) que a transferência dos eventos do Campus Fidei para Copacabana pode ser um recado de Deus.
| “ | Penso que podemos aprender algo daquilo que sucedeu nestes dias: por causa do mau tempo, tivemos de suspender a realização desta Vigília no “Campus Fidei”, em Guaratiba. Não quererá porventura o Senhor dizer-nos que o verdadeiro “Campus Fidei”, o verdadeiro Campo da Fé não é um lugar geográfico, mas somos nós mesmos? Sim, é verdade! Cada um de nós, cada um de vocês, eu, todos. E ser discípulo missionário significa saber que somos o Campo da Fé de Deus. Ora, partindo da denominação Campo da Fé, pensei em três imagens que podem nos ajudar a entender melhor o que significa ser um discípulo missionário: a primeira imagem, o campo como lugar onde se semeia; a segunda, o campo como lugar de treinamento; e a terceira, o campo como canteiro de obras. | ” |
|   | — Papa Francisco. |   |

| “ | Foi uma decisão difícil, mas responsável, pensando sempre na segurança do nosso peregrino. Copacabana sempre foi o nosso plano B, que agora teremos que colocar em prática. | ” |
|   | — Dom Paulo Cesar Costa, vice-presidente do COL, sobre a transferência do local da missa de envio da JMJ 2013.                                                              |   |

Mesmo sendo realizado em Copacabana, zona Sul do RJ, muitos jovens devido as condições sociais, financeiras, políticas e familiares da época não puderam estar na JMJ 2013. 